# Nacionalismo de esquerda
Nacionalismo de esquerda refere-se a uma forma de nacionalismo baseada na igualdade social (não necessariamente igualdade política), soberania popular e autodeterminação nacional. O nacionalismo de esquerda pode incluir  o anti-imperialismo e movimentos de libertação nacional.
Oposto ao nacionalismo de  direita e geralmente  contrário ao nacionalismo étnico, algumas formas de  nacionalismo de esquerda incluem, no entanto, uma plataforma racialista, favorável a uma sociedade homogênea, com rejeição às minorias e oposição à imigração.
Historicamente, alguns dos mais notáveis movimentos nacionalistas de esquerda foram o do Exército Nacional Indiano, de Subhas Chandra Bose, que promoveu a  independência da Índia, então sob o domínio britânico; o Mukti Bahini, organizações armadas que lutaram pela independência de Bangladesh; o Sinn Féin, um partido republicanista irlandês; o nacionalismo basco e o partido Bildu; o independentismo catalão; a Liga dos Comunistas da Iugoslávia; o Nasserismo e o Baathismo, no  Mundo Árabe, o Varguismo e o Peronismo na América Latina, além do Chavismo na Venezuela e o socialismo de Fidel Castro em Cuba, e o Congresso Nacional Africano, na África do Sul, de Nelson Mandela.
Na Europa, existem diversos movimentos nacionalistas de esquerda, com uma longa e bem estabelecida tradição. O nacionalismo foi colocado à esquerda  durante a Revolução Francesa e as guerras revolucionárias francesas (1792 - 1802). Os nacionalistas de esquerda originalmente apoiavam o nacionalismo cívico que definia a nação como um "plebiscito diário" formado pela "vontade de viver juntos."

## Ideologias
Os nacionalistas de esquerda têm normalmente uma formação socialista (democrática ou autoritária), social-democrata, progressista ou socialmente conservadora (esquerda conservadora) combinada com uma preferência pela soberania do estado-nação. Por conseguinte, os nacionalistas de esquerda esforçam-se por reduzir as disparidades de riqueza no país, manter o controlo ou nacionalizar os serviços públicos (como a saúde, a energia e os transportes públicos). Os movimentos nacionalistas de esquerda não tendem a defender supremacia racial, no entanto, certas formas de nacionalismo de esquerda adoptaram teses racialistas.
Convém ter em conta que não existe apenas um tipo de nacionalismo de esquerda: a nação pode ser enquadrada de muitas formas diferentes, o que significa que a política de esquerda que recorre à identidade nacional pode fazê-lo de diferentes maneiras e com diferentes níveis de inclusão.
Assim sendo, os nacionalistas de esquerda rejeitam completamente ou em grande medida o neoliberalismo e interferência supranacional. Os nacionalistas de esquerda querem que sejam os países em si a decidir questões como a economia, a saúde e a defesa. Isto enquadra-se no direito à autodeterminação dos povos.

### Social-nacionalismo ou social-democracia nacionalista
O social-nacionalismo está fortemente difundido em alguns países em desenvolvimento, mas também em parte da Europa. Nas primeiras décadas após a Segunda Guerra Mundial, nacionalismo de tipo social democrata ganhou alguma influência na Europa Ocidental. Social-nacionalismo é definido por ligações sociais e culturais mais do que antepassados comuns e coloca ênfase no sentido de identidade nacional, comunidade e cultura, permitindo a estrangeiros que a integrem, mesmo que não partilhem a mesma etnia, desde que se identificarem com ela e adoptarem as suas normas sociais. É baseado em cultura nacional partilhada, logo mais inclusivo, distinguindo-se assim de nacionalismo de cariz étnico.
Como exemplo europeu, o SMER-SD (Direcção-Social Democracia) eslovaco apoiou uma concepção nacionalista moderada da social-democracia na década de 2020, que se traduziu numa clara rejeição da imigração. Insere-se isto numa lógica de defesa dos trabalhadores nacionais contra a estagnação salarial causada pela imigração e consequente exacerbamento da desigualdade mas também de defesa contra conflitos culturais.
Durante a campanha para as eleições presidenciais turcas de 2023, o Partido Popular Republicano e o seu candidato presidencial Kemal Kılıçdaroğlu adoptaram abertamente uma posição contra a imigração ilegal.
O Partido Trabalhista Australiano também assumira uma postura semelhante na no início do século XX.

### Socialismo nacionalista
Socialismo nacionalista é um conceito que se refere à combinação de socialismo com nacionalismo ou com alguma forma de sentimento nacional ou de nacionalidade. O termo contrasta com o internacionalismo do socialismo marxista e é geralmente aplicado a certas variantes não-marxistas do socialismo, como o peronismo argentino, a via birmanesa para o socialismo, o nasserismo pan-árabe e o baathismo, Socialismo africano e Neo-socialismo em França.
Formas influenciadas pelo marxismo, embora independentes do mesmo, incluem o sandinismo e chavismo.
O socialismo nacionalista é um produto recente do séc. XX. Motiva-o geralmente uma preocupação em salvaguardar marcos alcançados em política nacional contra quaisquer formas de internacionalismos, incluído socialismo internacional.
Os nacionalismos de esquerda não influenciados pelo marxismo são, na sua maioria, hostis aos princípios marxistas do internacionalismo proletário, da luta de classes e do ateísmo de Estado, em especial as formas de nacionalismo influenciadas por socialismos religiosos ou que defendem um laicismo moderado.
Entre outros exemplos de movimentos nacionalistas de esquerda, incluem-se o nacionalismo galego, o Nacionalismo brasileiro, o australiano, o escocês, o corso, o quebequense (durante a Revolução Tranquila) e o nacionalismo sardo. Figuras como José Martí eram nacionalistas e socialistas e houve muitos outros movimentos de libertação nacional derivados desse processo como por exemplo o movimento pan-negro, o nacionalismo birmanês e o mexicano. Quanto aos nacionalismos inspirados na cultura clássica norte-americana se opõe radicalmente ao comunismo e a China. Os partidos comunistas da Venezuela, Argentina, México e Cuba, mesmo se declarando nacionalistas chegaram a colaborar com o partido comunista ianque já nos anos 50. Setores do PSOL praticam o nacionalismo socialista.

### Etno-nacionalismo social
O etno-nacionalismo social é uma doutrina que tem por objectivo promover o progresso social, defendendo simultaneamente os interesses étnicos dos diferentes povos, tanto a emancipação como a supremacia.
Por exemplo, o Partido Trabalhista Australiano teve uma forte componente nacionalista branca e, no passado, apoiou abertamente a política da Austrália Branca.
O nacionalismo árabe secular, defendido pelo baathismo e anteriormente pelo nasserismo, defende uma concepção etnocultural do nacionalismo, advogando o fim do imperialismo, do colonialismo, do sectarismo e do tribalismo, defendendo uma forma de socialismo árabe, de progresso social e de secularismo, que lhe permite integrar árabes cristãos, alauítas, drusos e outros.
Nos Estados Unidos, um certo nacionalismo negro destinado a defender os interesses dos afro-americanos teve grande influência na década de 1970, com grupos como o Partido dos Panteras Negras.
Os grupos indígenas sul-americanos também têm como base a defesa dos interesses étnicos dos ameríndios, promovendo simultaneamente o progresso social e a partilha da riqueza.

## Marxismo e nacionalismo
No geral, Marx preferia o internacionalismo e a interação entre as nações na luta de classes, dizendo, no Prefácio à Contribuição para a Crítica da Economia Política, que "qualquer nação pode e deve aprender com as outras". Da mesma forma, embora Marx e Engels tenham criticado a agitação irlandesa, por retardar a revolução operária na Inglaterra, eles acreditavam que a Irlanda era oprimida pela Grã-Bretanha, mas que o povo irlandês serviria melhor aos seus próprios interesses ao se juntar aos proponentes da luta de classes na Europa, considerando que os trabalhadores socialistas da Europa eram os aliados naturais da Irlanda. Além disso, Marx e Engels acreditavam que era do interesse da Grã-Bretanha deixar a Irlanda, pois a questão da Irlanda estava sendo usada pelas elites para unir a classe trabalhadora britânica a essas mesmas elites, contra os irlandeses.
O marxismo identifica a nação como uma construção socioeconômica posterior ao colapso do sistema feudal e que foi utilizada para criar o sistema econômico capitalista. Os marxistas clássicos afirmam  que o nacionalismo é um fenômeno burguês, mas, em certos casos, apoiaram os movimentos nacionalistas relacionados com a luta de classes, rejeitando outros, considerados como uma forma de desviar os trabalhadores de seu objetivo necessário de derrotar a burguesia. Os marxistas avaliaram certas nações como  progressistas  e outras  como  reacionárias. Estaline, por exemplo, apoiou interpretações de Marx, tolerando o uso do nacionalismo proletário, que promoveu a luta de classes dentro de uma estrutura internacionalista. A Primeira Guerra Mundial foi causada pela intenção das elites de desviar o foco das críticas efetuadas pelo movimento socialista e para isso usaram o nacionalismo como substituto, segundo Pawels.
Karl Marx e Friedrich Engels interpretaram questões relativas à nacionalidade numa base evolutiva social. Marx e Engels afirmam que a criação do Estado-nação moderno é o resultado da superação das relações de produção feudais pelo modo de produção capitalista. O capitalismo requeria unificar e centralizar a cultura e a linguagem das populações nos estados, a fim de
- criar condições propícias a uma economia de mercado em termos de uma linguagem comum para coordenar a economia
- conter uma população grande o suficiente no estado a fim de assegurar uma divisão interna do trabalho
- conter um território grande o suficiente para assegurar uma economia viável.[52]

Embora Marx e Engels considerassem as origens do Estado-nação e da identidade nacional como de natureza burguesa, ambos acreditavam que o Estado centralizado - como resultado do colapso do feudalismo e do advento do capitalismo - criaria condições para o acirramento da luta de classes. Marx seguiu a visão de Hegel de que a criação, pelos Estados, da sociedade civil  como um desenvolvimento positivo, na medida em que desmantelou a sociedade anterior, baseada na religião, libertando a consciência individual. Em A Ideologia Alemã, Marx afirma que, embora a sociedade civil seja uma criação capitalista e represente o domínio de classe burguês, é benéfica para o proletariado, porque é instável, já que nem os estados nem a burguesia podem controlar uma sociedade civil. Segundo Marx:

A sociedade civil abrange todo o intercâmbio material de indivíduos dentro de um estágio definido de desenvolvimento das forças produtivas. Abrange toda a vida comercial e industrial de um determinado estágio e, na medida em que transcende o Estado e a nação, por outro lado, deve afirmar-se em suas relações exteriores como nacionalidade e, internamente, deve se organizar como um Estado.

Marx e Engels avaliaram o nacionalismo progressista como envolvendo a destruição do feudalismo, e acreditavam que era um passo benéfico, mas avaliaram o nacionalismo como prejudicial à evolução da luta de classes internacional, por seu caráter reacionário. Marx e Engels acreditavam que certas nações que não conseguiam consolidar estados-nações viáveis deveriam ser assimiladas a outras nações mais viáveis e mais avançadas.
Sobre as nações e o proletariado, o Manifesto Comunista diz:

Os trabalhadores não têm país. Nós não podemos tirar deles o que eles não têm. Uma vez que o proletariado deve, antes de mais nada, adquirir supremacia política, deve ser a classe dirigente da nação, deve constituir-se a nação, é até então, ela mesma nacional, embora não no sentido burguês da palavra. As diferenças nacionais e o antagonismo entre os povos estão cada dia mais e mais desaparecendo, devido ao desenvolvimento da burguesia, à liberdade de comércio, ao mercado mundial, à uniformidade no modo de produção e nas condições de vida correspondentes. A supremacia do proletariado fará com que eles desapareçam ainda mais depressa. A ação unida - dos principais países civilizados, pelo menos - é uma das primeiras condições para a emancipação do proletariado.

Nos séculos XX e XXI tivemos grandes expoentes do nacionalismo como Xi Jinping, AMLO, Mao Tsé-Tung e o Che Guevara.

### Estalinismo e "patriotismo revolucionário"
Estaline promoveu um conceito de "patriotismo revolucionário" na União Soviética. Quando jovem, Estaline tinha sido ativo no movimento nacionalista georgiano e fora influenciado pelo nacionalista georgiano Ilia Chavchavadze, que promoveu o nacionalismo cultural, o desenvolvimento material do povo georgiano, a economia estatista e os sistemas educacionais. Quando Estaline se juntou aos marxistas georgianos, o marxismo na Geórgia era fortemente influenciado por Noe Zhordania, que evocava temas patrióticos georgianos e opunha-se ao controle imperial russo da Geórgia. Zhordania alegava que os laços comunais que existiam entre os povos criavam o sentido plural de "eu" dos países, e foi mais longe ao dizer que o senso de identidade georgiano preexistia o capitalismo e a concepção capitalista de nacionalidade.
Depois que Estaline se tornou bolchevique, já no século XX, ele se opôs fervorosamente à cultura nacional, denunciando o conceito de nacionalidade contemporânea como de origem burguesa e acusou a nacionalidade de causar a retenção de "hábitos e instituições prejudiciais". No entanto, Estaline acreditava que as comunidades culturais existiam onde as pessoas viviam  vidas comuns e estavam unidas por laços holísticos, que, segundo Estaline, eram "nações reais", enquanto outras, que não se encaixavam nessas características, eram "nações de papel". Estaline definiu a nação como "nem racial nem tribal, mas uma comunidade de pessoas formada historicamente". Estaline acreditava que a assimilação de nacionalidades "primitivas", como os abecazes e os tártaros, nas nações da Geórgia e da Rússia era benéfica. Estaline afirmou que todas as nações estavam assimilando valores estrangeiros e que a nacionalidade como comunidade estava se diluindo sob as pressões do capitalismo e com a crescente universalidade racional. Em 1913, Estaline rejeitou inteiramente o conceito de identidade nacional e defendeu a favor de uma modernidade cosmopolita universal. Entretanto, era contra o cosmopolitismo. Estaline identificou a cultura russa como tendo uma identidade universalista maior do que a de outras nações. A visão de Estaline das nações de vanguarda e progressistas, como a Rússia, a Alemanha e a Hungria, em contraste com as nações que ele considerava primitivas, está relacionada às opiniões de Friedrich Engels. Os movimentos nacionalistas europeus no século XXI também tem uma certa afinidade com a Rússia. Outros movimentos similares como no Kosovo são descritos neste nível também. Segundo Henry Luce, "o nacionalismo chinês deve fazer aliança com outras potências contra seus inimigos e especialmente o comunismo".

### Titoísmo
A Iugoslávia promoveu seu próprio nacionalismo A Iugoslávia de Tito era abertamente nacionalista em suas tentativas de promover a unidade entre as nações iugoslavas dentro da Iugoslávia e de afirmar a independência da Iugoslávia. Para unificar as nações iugoslavas, o governo promoveu o conceito de "Fraternidade e Unidade", onde as nações iugoslavas superariam suas diferenças culturais e linguísticas através da promoção de relações fraternas entre as nações. Esse nacionalismo iugoslavo se opunha à assimilação cultural, como havia sido realizado pela monarquia iugoslava anterior, mas se baseava no multiculturalismo. Ao promover um nacionalismo iugoslavo, o governo iugoslavo se opunha firmemente a qualquer nacionalismo ou dominação étnica de facções pelas nacionalidades existentes, já que Tito denunciava o nacionalismo étnico em geral como sendo baseado no ódio e era a causa da guerra.
A Liga dos Comunistas da Iugoslávia culpou a divisão faccional e o conflito entre as nações iugoslavas causadas pelo imperialismo estrangeiro. Tito construiu fortes relações com estados que tinham fortes governos socialistas e nacionalistas no poder, como o Egito sob Gamal Abdel Nasser e a Índia sob Jawaharlal Nehru. Apesar dessas tentativas de criar uma identidade nacional iugoslava de esquerda, as divisões faccionais entre as nacionalidades iugoslavas permaneceram fortes e foi em grande parte o poder da Liga dos Comunistas e a popularidade de Tito que manteve o país unido.

## Mundo islâmico
Segundo Levent Basturk, o Mohammed El Baradei recebeu treinamento de uma empresa terceirizada do governo ianque para derrotar a Irmandade Muçulmana com um discurso de esquerda. O Hamas balança entre um fundamentalismo religioso e um nacionalismo republicano e quanto ao Taliban, ele se equilibra entre o nacionalismo Pashtunwali e a competição por recrutamento que ele faz com o Daesh.  Para o Murray Bookchin, "o PKK é um misto de nacionalismo curdo, socialismo e anarquismo". Segundo Kermit Roosevelt, se precisava de apoio para derrotar os nacionalistas "comunistas" sírios ligados a família Assad, muito embora os pan-árabes perseguissem os comunistas. O Said Qutb declarou que vê o nacionalismo arabista e o socialismo como anti-islâmicos, e que sua ideologia é baseada em donos de pequenas empresas que acreditam em um tipo de capitalismo islâmico e vê o nacionalismo árabe secular, os radicais xiitas, Israel, os socialistas e os comunistas como inimigos e que necessita de apoio de quaisquer potências para derrubar o nasserismo, incluso os Estados Unidos.
O Chaim Weizmann defendia o nacionalismo judeu como um desvio de foco do socialismo internacionalista da classe média judaico-européia. O nacionalismo e o socialismo árabes ajudaram a derrotar o terrorismo religioso na região além de "impedirem uma maior penetração das petroleiras na região".

## Divergências entre esquerda e nacionalismo
O Hamas balança entre um fundamentalismo religioso e um nacionalismo republicano e quanto ao Taliban, ele se equilibra entre o nacionalismo Pashtunwali e a competição por recrutamento que ele faz com o Daesh. Os governos da Índia e Japão também apresentam na Idade Contemporânea  um nacionalismo de extrema direita. O Plaid Cymru (O Partido do país de Gales), que defendem a separação do Reino Unido, proclamam-se partidos nacionalistas liberais além do UKIP tem um discurso liberal em sua campanha apesar de apoiar pautas bélicas e protecionistas. O Dalai Lama também tem se notabilizado por usar elementos pan-védicos, sejam eles hindus ou budistas no seu nacionalismo. Ainda o Lama apoia grupos internacionais como o ISIS e defende um diálogo com eles.